# Teatro California (San Bernardino)
El Teatro California (en inglés: California Theatre o bien Teatro de las Artes Escénicas de California; California Theatre of the Performing Arts) es un centro de artes escénicas en la zona del centro histórico de San Bernardino, California. Originalmente una parte de la cadena Fox Theatre, se abrió en 1928 y todavía alberga su estado original el órgano estilo Wurlitzer. También fue el escenario de la última actuación de Will Rogers antes de su muerte en un accidente aéreo de 1935.
En los primeros años de Hollywood, los cineastas pondrían a prueba de pantalla sus películas en el Teatro California. Películas clásicas como "King Kong " y " El mago de Oz " fueron vistas por primera vez por el público en el teatro en la década de 1930.